# ゲラルト・シオレック
ゲラルト・シオレック（Gerald Ciolek、1986年9月19日- ）は、ドイツ・ケルン出身の自転車競技選手。「チオレック」「ツィオレック」「キオレック」などと表記されることもある。2010年にジャパンカップサイクルロードレース出場のため来日した際には、テレビのインタビューで自らの名を「ツィオレック」と発音している。

## 経歴
2005年
- 当時18歳にして、エリック・ツァベルらを破ってドイツ国内選手権・個人ロードレースを制覇。ちなみにドイツ選手権・個人ロードでは最年少優勝記録。

2006年、フォード・モーターの後押しを受けてプロ契約選手となった（それまではセミプロ扱い）。
- U-23世界選手権・個人ロードを制覇。
- ドイツ・ツアーで区間1勝
- ヴァッテンフォール・サイクラシックス5位
- ルント・ウム・デン・ヘニンガー＝トゥルム2位

2007年、現在のチーム・コロンビアの前身であるT-モバイルに移籍。
- ラインラント・ファルツ・ルントファールト（en:Rheinland-Pfalz Rundfahrt）において総合優勝、ポイント賞、新人賞の3部門を制覇。
- ドイツツアーでは区間3勝（ポイント賞部門2位）
- ヴァッテンフォール・サイクラシックスでは3位に食い込んだ。

2008年
- ツール・ド・フランスではマーク・カヴェンディッシュの発射台として活躍したほか、第19ステージで3位、シャンゼリゼにゴールする最終第21ステージでは2位に入っている。

2009年、チーム・ミルラムに移籍。
- ブエルタ・ア・エスパーニャ第2ステージを勝利。

2011年、クイックステップ（後のオメガファーマ・クイックステップ）に移籍。
- ヴァッテンフォール・サイクラシックス 2位
- グランプリ・シクリスト・ド・ケベック 9位

2012年
- グランプリ・シクリスト・ド・ケベック 9位

2013年
- MTN Qhubekaに移籍。
- ミラノ〜サンレモ2013 優勝

## タイプ
強力なスプリント力を持つ選手。2005年のドイツ選手権ではツァベルらを制してあっと言わせたが、2007年のヴァッテンフォール・サイクラシックでは、ツァベルやダヴィデ・レベッリン、パオロ・ベッティーニらに先着している。スプリントの際に首が激しく上下に揺れるのが特徴である。